# Királykakotinga
A királykakotinga (Calyptura cristata) a madarak osztályának verébalakúak (Passeriformes) rendjébe és a kotingafélék (Cotingidae) családjába tartozó Calyptura nem egyetlen faja.

## Rendszerezés
Családon belül a legközelebbi rokona a Phibalura nembe tartozó villásfarkú kotinga (Phibalura flavirostris).

## Előfordulása
Brazília délkeleti részén honos. Nagyon kis területen él, az erdőirtások a kihalás szélere sodorták, utolsó igazolt észlelése 1996-ban volt.

## Megjelenése
Testhossza 8 centiméter. Feje teteje fekete, középen koronaszerű vörös folttal. Farka rövid, szárnyai feketék.

## Hivatkozás
1. ↑  BirdLife International. (Hozzáférés: 2010. június 12.)

## Külső hivatkozás
- Képek az interneten a fajról
- Internet Bird Collection